# أب سردان السفلي جوكار (مارغون)
أب سردان السفلی جوکار (بالفارسية: آب‌سردان سفلی جوکار) هي قرية تقع في إيران في قسم مارغون الريفي. يقدر عدد سكانها بـ 189 نسمة .